# Ola Svensson (förläggare)
Ola Svensson, född 9 februari 1975 i Munka-Ljungby församling, är en svensk förläggare och översättare, medgrundare av Alastor Press, grundare av Hastur förlag och verksam under pseudonymen Arthur Isfelt.
Svensson har bland annat översatt titlar av William Hazlitt, Thomas Ligotti, H.P. Lovecraft, Thomas de Quincey, Robert Louis Stevenson, Hermann Ungar och William Butler Yeats.